# Estação Vila d’Este
A Estação Vila d’Este é uma estação de metro, em Vila d'Este, cidade de Vila Nova de Gaia, em Portugal, servida pela Linha D operada pela Metro do Porto. O projeto arquitectónico esteve a cargo do arquiteto Luís Gomes.[carece de fontes?]